# Nedocromil
O nedocromil é um fármaco do grupo dos antiasmáticos, que é usado no tratamento da asma.